# Вотерлу (Ајова)
Вотерлу (енгл. Waterloo) град је у САД, на североистоку савезне државе Ајова, северозападно од Сидар Рапидса и смештен је на реци Сидар. Основан је 1845. године. У граду је родна куђа петорице браће Саливан која су погинула у Другом светском рату. У почетку је био центар млинарске индустрије, а данас је трговачко-индустријски центар пољопривредно-сточарске области Блек Хок. Најразвијеније индустријске гране у граду су меснопрерађивачка индустрија, индустрија пољопривредних машина (трактора), пластичних маса те грејних и расхладних тела. Вотерлу има и технолошки институт. Сваког септембра у граду се одржава Национални сточарско-млекарски сајам. На реци Сидар, у самом граду, на површини од четири хектара изграђена је верна копија острва на који су се насукали протагонисти романа Данијела Дефоа „Робинзон Крусо“. По попису становништва из 2020. у њему је живело 67.314 становника.

## Географија
Вотерлу се налази на надморској висини од 269 m.

## Демографија
Према попису становништва из 2010. у граду је живело 68.406 становника, што је -341 (-0.5%) становника више него 2000. године.
|                   | 2010.           | 2000.           |
| Укупно            | 68 406 (100,0%) | 68 747 (100,0%) |
| Белци             | 51 254 (74,93%) | 55 419 (80,61%) |
| Афроамериканци    | 10 606 (15,50%) | 9 529 (13,86%)  |
| Хиспаноамериканци | 3 827 (5,595%)  | 1 806 (2,627%)  |
| Остали            | 1 997 (2,919%)  | 1 406 (2,045%)  |
| Азијати           | 722 (1,055%)    | 587 (0,854%)    |

## Партнерски градови
- Гисен
- Трговиште